# Fitzroya cupressoides
Fitzroya je monotipski rod iz družine cipresovk. Edina živa vrsta, Fitzroya cupressoides, je visok dolgoživ iglavec, ki izvira iz Andov na jugu Čila in Argentine, kjer je pomemben član valdivijskih zmernih deževnih gozdov. Običajna imena so alerce (v španščini 'macesen'), lahuán (španščina, iz imena Mapučev lawal) in patagonska cipresa. Rod je bil poimenovan v čast Roberta FitzRoya, angleški častnika kraljeve mornarice in znanstvenika, kapitana HMS ''Beagle'' med slavnim potovanjem Charlesa Darwina.

## Opis
Fitzroya cupressoides je največja drevesna vrsta v Južni Ameriki, ki običajno zraste do 40–60 m, občasno pa tudi več kot 70 m in ima premer debla do 5 m. Njena groba piramidalna krošnja zagotavlja pokrov južni bukvi (Nothofagus), lovorovkam in čilski mirti (Luma apiculata). Največji znani živi primerek je Alerce Milenario je v narodnem parku Alerce Costero v Čilu. Visoka je več kot 60 m, s premerom debla 4,26 m. Veliko večji primerki so obstajali, preden je bila vrsta močno izsekana v 19. in 20. stoletju; Charles Darwin je poročal, da je našel primerek s premerom 12,6 m.
Listi so v nasprotni vzorcu zaviti, dolgi 3–6 mm in širokih 2 mm, označeni z dvema belima listnima režama. Storži so kroglasti, premera 6–8 mm, odpirajo se do 12 mm v premeru, z devetimi luskami v treh zavihkih po tri. Ploden je le osrednji vrtinec lusk, ki na vsaki luskini vsebuje 2-3 semena; spodnji in zgornji kolut so majhni in sterilni. Semena so dolga 2–3 mm in ravna, na vsaki strani imajo krilo. Semena dozorijo 6-8 mesecev po opraševanju.
Gosta skorja F. cupressoides je lahko prilagoditev na požar.
Leta 1993 je bilo ugotovljeno, da je primerek iz Čila, Gran Abuelo ali Alerce Milenario, star 3622 let, zaradi česar je drugi najstarejši v celoti preverjen (s štetjem rastnih obročev) starost za katero koli živo drevesno vrsto, za resastim borom (Pinus longaeva).
Skupina raziskovalcev z Univerze v Tasmaniji je na reki Lea na severozahodu Tasmanije našla fosilizirano listje vrste Fitzroya. 35 milijonov let star (oligocenski) fosil je bil imenovan F. tasmanensis. Ugotovitev kaže na starodavno floristično sorodnost med Avstralijo in južno Južno Ameriko, ki jo botaniki opredeljujejo kot antarktično floro.
Pred približno 40 do 50 tisoč leti, med vmesnimi obdobji poledenitve Llanquihue, so imeli Fitzroya in drugi iglavci veliko večji in neprekinjen geografski obseg kot danes, vključno z vzhodnimi nižinami otoka Chiloé in območjem zahodno od jezera Llanquihue. Trenutno Fitzroya raste samo na nekaterih nadmorskih višinah. Fitzroya blizu morske gladine so najverjetneje relikti.
- Veliko drevo, ki prikazuje lubje, ki se lupi v vzdolžnih trakovih.
- Podvrsta z odraslimi listi.
- Prvoletna sadika z mladoletnimi listi.
- Zreli semenski storžki z odprtimi luskami.

## Zgodovina
Les Fitzroya cupressoides je bil najden na območju Monte Verde, kar pomeni, da se je uporabljal vsaj 13.000 let prej. Znano je, da so ljudstvo Huilliče uporabljali les za izdelavo orodij in orožja.
V času španske osvojitve arhipelaga Chiloé leta 1567 je bila večina otokov pokrita z gozdom, kjer je rastla F. cupressoides. Les je bil gospodarsko pomemben v kolonialnih Chiloéju in Valdiviji, ko so v Peru izvažali deske. Posamezno drevo bi lahko dalo 600 desk s širino najmanj 0,5 m in dolžino 5 m. Les je bil v Čilu in Peruju zelo cenjen zaradi svoje elastičnosti in lahkotnosti. Z uničenjem Valdivije leta 1599 je Chiloé postajal vse pomembnejši kot edini kraj, ki je lahko podkraljevstvu Peruja zagotavljal les F. cupressoides, katerega prva velika pošiljka je Chiloé zapustila leta 1641.
Les Fitzroya cupressoides je bil glavno sredstvo menjave v trgovini s Perujem in se je celo uporabljal kot lokalna valuta, real de alerce, v arhipelagu Chiloé. Trdili so, da je španska enklava Chiloé prevladovala nad drugimi španskimi naselji v južnem Čilu zaradi pomembnosti trgovine z lesom.
Od približno 1750 do 1943, ko je deželo med reko Maullín in Valdivijo kolonizirala Španija in nato Čile, je v Cordilleri Pelada prišlo do številnih požarov gozdov Fitzroya. Te požare so sprožili Španci, Čilenci in Evropejci. Prej, od leta 1397 do 1750, so gozdovi Fitzroya v Cordilleri Peladi tudi trpeli zaradi požarov, ki so izvirali udari strele in avtohtoni prebivalci.
V 1850-ih in 1860-ih je Vicente Pérez Rosales požgal ogromno gozdnatih zemljišč, da bi nemškim naseljencem v južnem Čilu zagotovil očiščena zemljišča. Območje, ki ga je prizadel ta požar, je obsegalo pas v andskih vznožjih od reke Bueno do Reloncaví Sound. Eden najbolj znanih namernih požarov je bil tisti med Puerto Varasom in Puerto Monttom leta 1863. Ta požar je bil izveden s pomočjo suše leta 1863. Pogosto so bili požari gozda potrebni za preživetje naseljencev, ki niso imeli drugih sredstev za preživetje razen kmetijstva.
Sečnja Fitzroya se je nadaljevala do leta 1976, ko je postala zakonsko prepovedana (z izjemo že odmrlih dreves in z dovoljenjem CONAF, nacionalne korporacije), čeprav se nezakonita sečnja še vedno občasno pojavlja.